# Жермо, Морис
Морис Жермо (фр. Maurice Germot; 15 ноября 1882 – 6 августа 1958) ― французский теннисист и олимпийский чемпион. Дважды был удостоен золотой олимпийской медалью, победив всех соперников в парном разряде. В 1906 выступал вместе с Максом Декюжи и с Андре Гобером в 1912. Также был серебряным призером в одиночном зачёте в 1906 году.
Жермо выиграл Открытый чемпионат Франции по теннису в 1905, 1906 и 1910 годах и был финалистом в 1908, 1909 и 1911 годах.
Среди прочих крупных соревнований, Жермо также выступал в финале чемпионата мира на крытых кортах в Стокгольме в 1913 году, заняв второе место и уступив Энтони Уайлдингу. Он также дошел до четвертьфинала чемпионата мира по теннису на твёрдых кортах и Уимблдонского турнира в 1914 году.

## Комментарии
1. ↑  Французский открытый чемпионат по теннису в те годы был открыт для участия только французским гражданам, и по этой причине не считался частью Большого Шлема.